# Trùng lông
Trùng lông là nhóm các động vật nguyên sinh được đặc trưng bởi sự hiện diện của các bào quan có hình dạng giống tóc gọi là lông tơ, tương tự với cấu trúc của tiêm mao nhưng ngắn hơn và có số lượng nhiều hơn với hình dạng lượn sóng hơn tiêm mao. Ở tất cả thành viên nằm trong nhóm đều có lông tơ (mặc dù lông tơ chỉ xuất hiện trong một phần vòng đời của suctoria) và sử dụng bào quan này để bơi, bò, bám, tìm kiếm thức ăn, và cảm giác.

## Hình ảnh

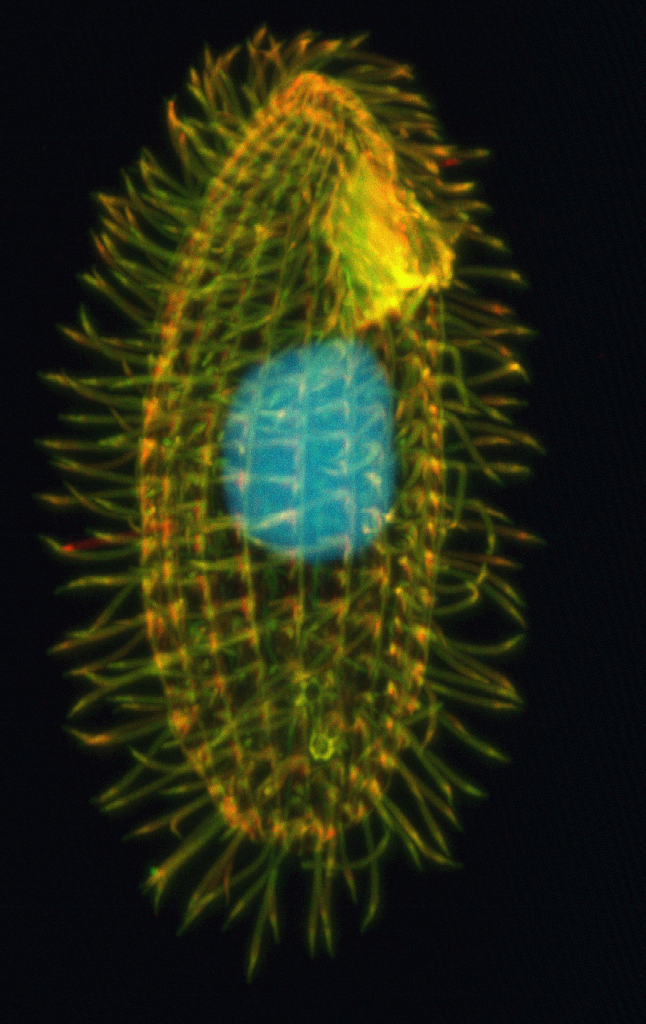
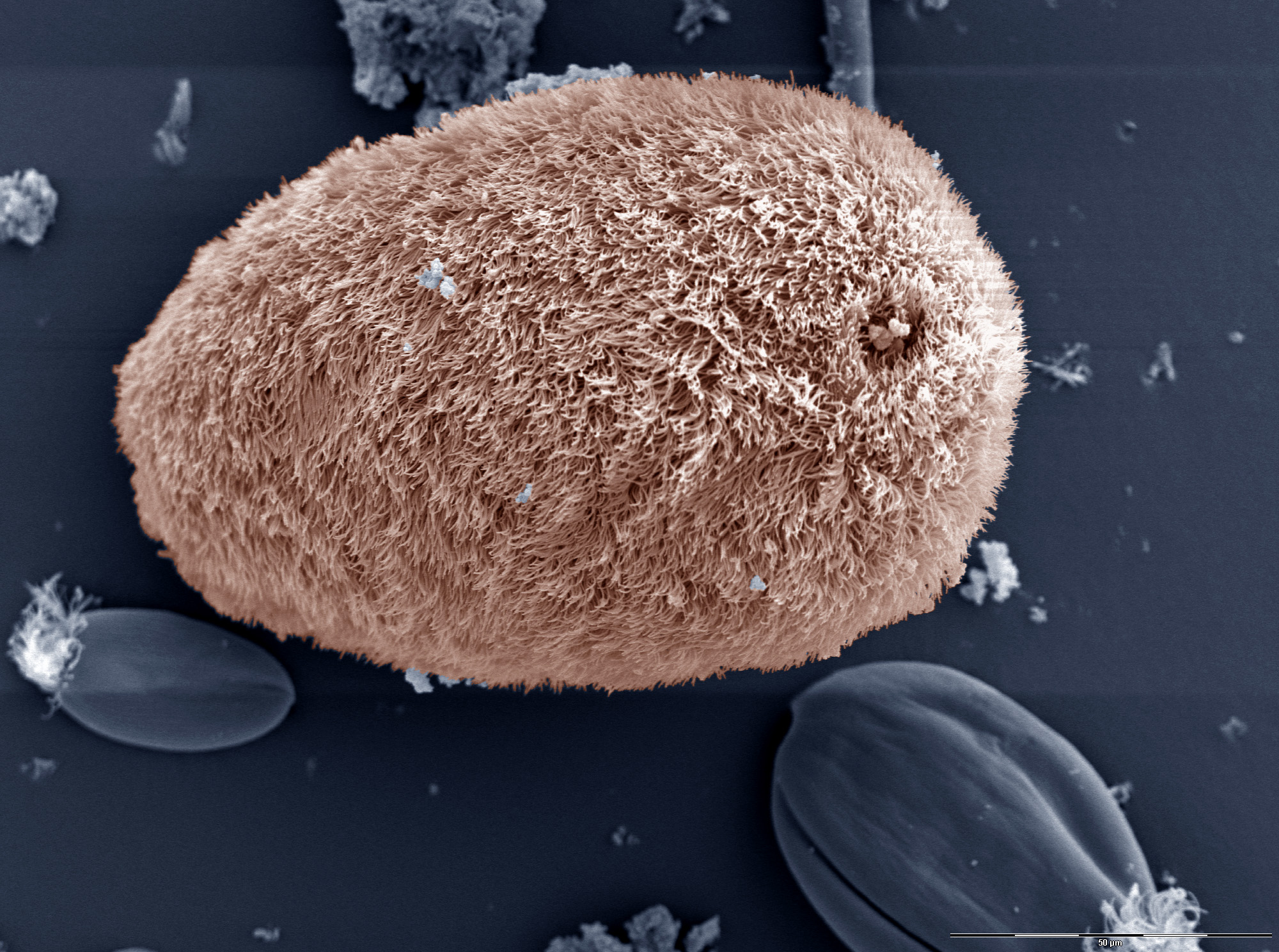
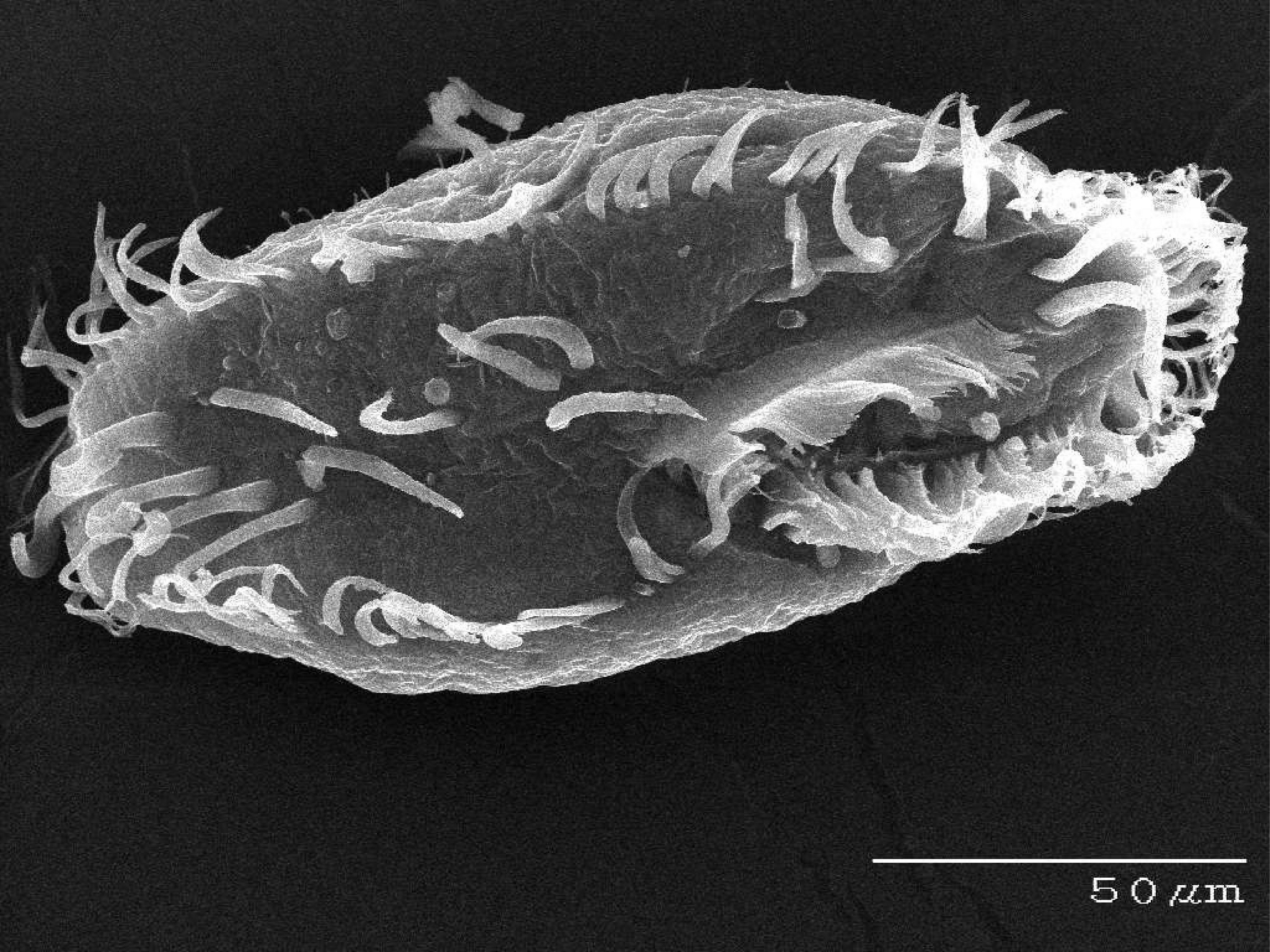